# 詹姆斯·查曼加
詹姆斯·查曼加（James Chamanga，1980年2月2日—），生于盧安夏，是一名已退役的赞比亚职业足球运动员。

## 职业生涯
詹姆斯出道于赞比亚联赛球队马昆比明星队，早年辗转于家乡的几支职业球队。
查曼加第一次替贊比亞國家隊上陣是在2005年2月26日對博茨瓦納，五個月後他在COSAFA盃準決賽對南非射入第一個國際賽入球，正因為這個入球令他在2005年有機會出國到南非加盟馬茲布科，一年後因不獲留用而轉投當地另一間球會超級聯盟，該球季更是球隊神射手，之後他代表贊比亞出戰2006年非洲國家盃，在第一戰對突尼西亞射入先開紀錄一球，但球隊反敗1:4，最後分組賽以第三名畢業，2008年非洲國家盃第一戰對蘇丹射入先開紀錄一球，結果順利以三球大勝對手，但最終以第三名在分組賽畢業，2007年12月9日，他在聯賽歷史性為莫罗卡燕子射入5球協助球隊大胜國民議會6-2。他是2007-08赛季南非国内比赛的最佳射手。
2008年夏季，查曼加转会加盟中超球队大连实德，2008赛季中超联赛第16轮，詹姆斯在第70分钟攻入了加盟球队后的处子进球。
2012年，詹姆斯在大连实德効力的第五个赛季，詹姆斯在5月6日中超联赛第7轮，迎來第100次为大连实德于联赛上场比赛。是大连实德队史上第三名外援球员达到这个里程碑。他在这场比赛中上演帽子戏法，帮助大连实德4比1击败天津泰达。
2013年1月2日，辽宁宏运宣布詹姆斯正式加盟，签约2年。
在2017年7月8日对阵贵州恒丰的比赛中，詹姆斯因争抢头球重伤，导致肩锁关节严重脱位，韧带撕裂，右侧肋骨骨裂。他在半年后复出，并选择在辽宁队降入中甲之后继续留队。
2018年7月6日，辽宁宏运宣布詹姆斯不再为一线队效力，将进入球队管理层担任技术总监，意味着詹姆斯正式退役。